# Hugo Grenier
Hugo Grenier (ur. 23 marca 1996 w Montbrison) – francuski tenisista.

## Kariera tenisowa
W karierze jeden singlowy turniej cyklu ATP Challenger Tour. Ponadto zwyciężył w sześciu singlowych oraz trzech deblowych turniejach rangi ITF.
W rankingu gry pojedynczej najwyżej był na 95. miejscu (12 września 2022), a w klasyfikacji gry podwójnej na 362. pozycji (21 lutego 2022).

### Zwycięstwa w turniejach ATP Challenger Tour w grze pojedynczej
| Końcowy wynik | Nr | Data              | Turniej | Nawierzchnia  | Przeciwnik    | Wynik finału |
| ------------- | -- | ----------------- | ------- | ------------- | ------------- | ------------ |
| Zwycięzca     | 1. | 14 listopada 2021 | Roanne  | Twarda (hala) | Hiroki Moriya | 6:2, 6:3     |